# Budakdere, Ladik
Budakdere là một xã thuộc huyện Ladik, tỉnh Samsun, Thổ Nhĩ Kỳ. Dân số thời điểm năm 2010 là 140 người.